# Cavedog Entertainment
La Cavedog Entertainment  o Cavedog era uno sviluppatore di videogiochi con sede a Bothell, Washington. 
Ha guadagnato l'attenzione dei giocatori e la stampa con il rilascio nel 1997 di Total Annihilation, vincendo numerosi riconoscimenti come il multiple of the Year game.

## Storia
La compagnia della Cavedog venne creata nel 1996 dalla Humongous entertainment, celebre sviluppatore di giochi per bambini fondata da Ron Gilbert e Shelley Day, con lo scopo di creare videogiochi tradizionali adatti a tutte le età (siccome la reputazione della casa madre era troppo legata ai giochi per l'infanzia).
Rimase di proprietà della Humongous fino al 1996, l'anno in cui l'azienda madre venne assorbita dalla GT Interactive, un editore di videogiochi non più presente sul mercato perché nel 1999 venne acquisita da Infogrames, in seguito nel 2001 è stata rinominata atari.